# Phymaturus punae
Espèce
Statut de conservation UICN

 LC  : Préoccupation mineure
Phymaturus punae est une espèce de sauriens de la famille des Liolaemidae.

## Répartition et habitat
Cette espèce est endémique de la province de San Juan en Argentine,. On la trouve entre 3400 et 4 300 m d'altitude. Elle vit dans les zones rocheuses de la puna.

## Description
C'est un saurien vivipare.

## Publication originale
- Cei, Etheridge & Videla, 1985 "1983" : Especies nuevas de iguanidos del noroeste de la provincia de San Juan (Reserva Provincial San Guillermo), Argentina. Deserta, vol. 7, p. 316-323.